# Bagabag
Pour les articles homonymes, voir Bagabag (homonymie).
Bagabag est une municipalité de la province de Nueva Vizcaya, aux Philippines.
Sa population était de 35 501 habitants en 2015.

## Barangays
Bagabag est politiquement subdivisé en 17 barangays. Chaque barangay est composé de puroks (en) et certains ont des sitios (en).
- Bakir
- Baretbet
- Careb
- Lantap
- Murong
- Nangalisan
- Paniki (Paniqui)
- Pogonsino
- San Geronimo (Poblacion (en))
- San Pedro (Poblacion (en))
- Sta. Cruz
- Sta. Lucia
- Tuao North
- Tuao South
- Villa Coloma (Poblacion (en))
- Villa Quirino (Poblacion (en))
- Villaros